# (21112) 1992 RY3
1992 أر واي 3 (ويعرف أيضًا باسم (21112) 1992 أر واي 3 وفق تسمية الكوكب الصغير) (بالإنجليزية: 1992 RY3)‏؛ هو كويكب ضمن حزام الكويكبات.
اكتُشف هذا الجُرم الفلكي بواسطة إيريك والتر إلست في 2 سبتمبر 1992، وترتيبه 21112 من حيث الاكتشاف.

## الوصف
اكتُشف 211121992RY في 2 سبتمبر 1992 في مرصد لاسيلا، الواقع في صحراء أتاكاما، إقليم كوكيمبو في تشيلي، بواسطة عالم الفلك البلجيكي إيريك والتر إلست. وقد رصد المشروع 1,152 مشاهدة للكويكب إلى غاية 25 أغسطس 2021 بتوقيت منطقة المحيط الهادئ، أي في مدة قدرها 10,390 يومًا (28.5 عام). تستغرق الفترة المدارية للكويكب 1,260 يومًا (3.5 عام).

## الخصائص المدارية
يتميز مدار هذا الكويكب بنصف محور رئيسي يبلغ 2.28 وحدة فلكية، وحضيض قدره 1.89 وحدة فلكية، وانحراف قدره 0.172 وزاوية ميلان 5.87 درجة بالنسبة لمسار الشمس. بسبب هذه الخصائص، أي نصف المحور الرئيسي بين 2 و3.2 وحدة فلكية وحضيض أكبر من 1,666 وحدة فلكية، يُصنف هذا الجُرم الفلكي وفقًا لقاعدة بيانات مختبر الدفع النفاث لأجرام النظام الشمسي الصغيرة كائنًا من حزام الكويكبات الرئيسي.

## وصلات خارجية
- (21112) 1992 RY3 في قاعدة بيانات مختبر الدفع النفاث لأجرام النظام الشمسي الصغيرة

- الاكتشاف · مخطط المدار ·  العناصر المدارية · المعلمات المادية

- (21112) 1992 RY3 على موقع ويكي سكاي: DSS2, SDSS, GALEX, IRAS, Hydrogen α, X-Ray, Astrophoto, Sky Map, Articles and images